# Zarudnia

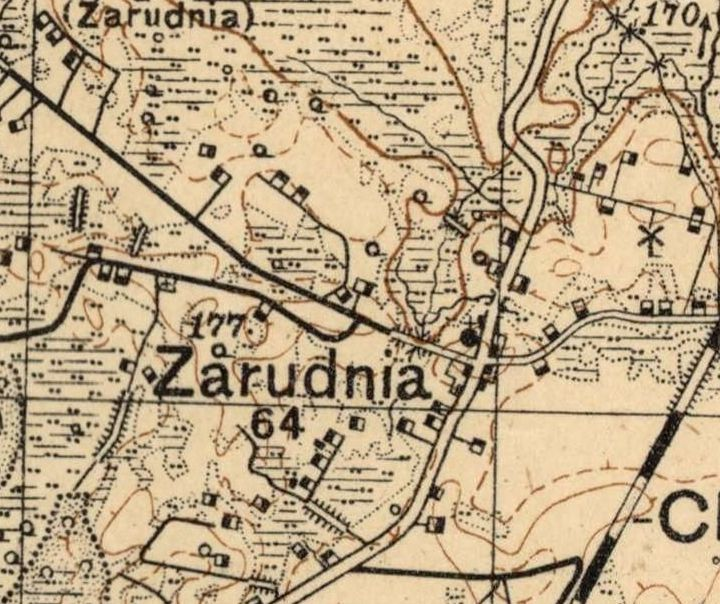
Zarudnia na mapie Wojskowego Instytutu Geograficznego z 1931 r.

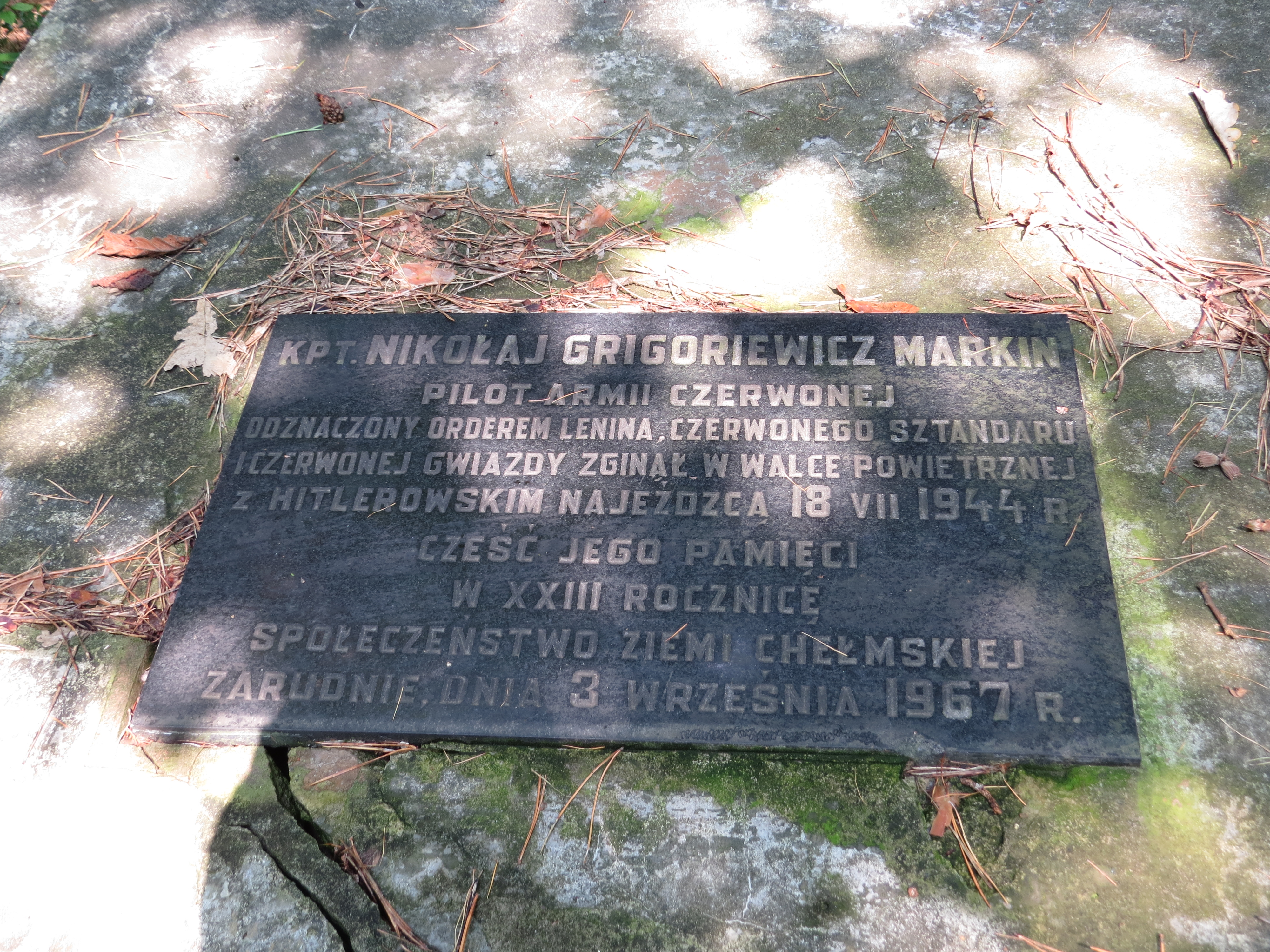
Tablica upamiętniająca kpt. Nikołaja Grigorewicza Markina znajdująca się w pobliżu miejscowości Zarudnia

Zarudnia – wieś w Polsce, położona w województwie lubelskim, w powiecie chełmskim, w gminie Ruda-Huta (do 1954 r. w gminie Świerże).
W latach 1975–1998 miejscowość administracyjnie należała do województwa chełmskiego. 
Wieś jest sołectwem w gminie Ruda-Huta. Według Narodowego Spisu Powszechnego (III 2011 r.) liczyła 204 mieszkańców i była ósmą co do wielkości miejscowością gminy Ruda-Huta.
Wierni Kościoła rzymskokatolickiego należą do parafii św. Stanisława i Niepokalanego Serca Najświętszej Maryi Panny w Rudzie-Hucie.

## Części wsi
| SIMC    | Nazwa      | Rodzaj    |
| ------- | ---------- | --------- |
| 0106483 | Gościniec  | część wsi |
| 0106490 | Łąkowe     | część wsi |
| 0106508 | Warszawska | część wsi |

## Historia
Według Słownika geograficznego Królestwa Polskiego z roku 1895, Zarudnie to kolonia w powiecie chełmskim, gminie i parafii Świerże, odległe 14 wiorst od Chełma. Są to kolonie różnej wielkości, od 19 do 59 mórg, utworzone około r. 1880 na obszarze folwarcznym dóbr Ruda, skolonizowane przez Niemców. Osadnicy niemieccy zbudowali murowany zbór ewangelicki (obecnie świątynia polskokatolicka należąca do parafii św. Mateusza w Rudzie Hucie) oraz założyli cmentarz grzebalny, którego pozostałości zachowały się do chwili obecnej. Według spisu powszechnego z 30 września 1921 r. miejscowość liczyła 401 mieszkańców, z których narodowość polską deklarowało 401, wyznanie rzymskokatolickie 202, prawosławne 16, ewangelickie 167, mojżeszowe 16. W lesie w pobliżu wsi znajduje się pomnik lotnika radzieckiego Mikołaja Grigoriewicza Markina, zestrzelonego 18 czerwca 1944 r. W 1943 wieś liczyła 408 mieszkańców, w 1965 – 291, w 1998 – 224, w 2000 – 231.